# 770年代
770年代（ななひゃくななじゅうねんだい）は、西暦（ユリウス暦）770年から779年までの10年間を指す十年紀。

## できごと

### 770年
- 称徳天皇が没し、第49代光仁天皇が即位する。道鏡を下野国に配流する。
- エリヤ、エルサレム総主教に就任（イリア2世。在位770-797年)。

### 775年
- 東ローマ帝国でコンスタンティノス5世・コプロニュモスに替わり、レオーン4世・ハザロスが皇帝に即位(在位775年-780年)。